# Vistorp-Strängesgården
Vistorp-Strängesgården är ett naturreservat i Falköpings kommun i Västergötland.
Reservatet ligger söder om Kättilstorp. Det avsattes som naturreservat 1969 och omfattar 1 hektar.  
Området skyddas för att bevara en säregen vegetation med bland annat Kung Karls spira. Buskvegetationen präglas av videarter, brakved och olvon.